# Mauro Galvano
Mauro Galvano (Roma, 30 marzo 1964) è un ex pugile italiano, campione europeo e mondiale WBC dei pesi supermedi tra il 1990 e il 1992.

## Biografia

### Carriera tra i dilettanti
Nato nella località marina di Fiumicino quando ancora era parte del comune di Roma, Galvano si segnala come pugile di talento già da dilettante, conquistando il titolo italiano dei pesi medi nel 1984.

### Carriera tra i professionisti
Passa al professionismo nella scuderia di Rocco Agostino e debutta nel febbraio del 1986, a Cosenza, sconfiggendo Gabriele Lazzari per knock-out tecnico alla quarta ripresa. 
Dopo undici incontri, tutti vinti tranne uno pareggiato, il 19 novembre 1988 combatte per il titolo italiano dei pesi mediomassimi contro l'italo-congolese Mwehu Beya, di otto anni più anziano, ottenendo un pari sul ring di Gragnano. Soccombe poi ai punti in dodici riprese a Pomezia, l'anno successivo.
Il 19 marzo 1990, Galvano scende di categoria e tenta la sfida europea per il titolo vacante dei pesi supermedi, contro il britannico Mark Kaylor. Conquista il titolo sconfiggendo l'avversario a Capo d'Orlando, ai punti.
Il 15 dicembre 1990, a Monte Carlo, Galvano conquista il titolo mondiale WBC, allora vacante, sconfiggendo l'argentino Dario Walter Matteoni, ai punti in dodici riprese. È il primo romano a diventare campione del mondo di pugilato. 
Difende il titolo vittoriosamente due volte, battendo il britannico Ron Essett e il paraguayano Juan Carlos Gimenez, in entrambi i casi con verdetto ai punti. Il 3 ottobre 1992, al Palaghiaccio di Marino, incontra il picchiatore britannico Nigel Benn, originario delle Barbados e detto "il distruttore nero". Cede il titolo mondiale per ferita nell'intervallo tra la terza e la quarta ripresa. Vano risulta il tentativo del campione uscente di accusare di scorrettezza lo sfidante (colpo sferrato con l'interno del guantone) per pretendere un verdetto di no contest, che gli avrebbe consentito di conservare il titolo.
Benn è comunque costretto a concedergli la rivincita che si combatte nel difficile ring di Glasgow, il 6 marzo 1993. Galvano lascia Rocco Agostino per Benito Viligiardi. Cede nuovamente a Benn ma soltanto per decisione finale, con un margine compreso tra i cinque e i sei punti.
Il 26 novembre 1993, Galvano è opposto all'ex-olimpionico Vincenzo Nardiello, per l'assegnazione del vacante titolo europeo dei supermedi ma soccombe ai punti. 
Il 24 agosto 1994 conquista il titolo internazionale dei pesi medio-massimi, messo in palio dall'IBF, sconfiggendo Yuri Krestov a San Benedetto del Tronto per KO tecnico alla settima ripresa. Successivamente, lasciato vacante il titolo europeo da Nardiello, Galvano è designato a contenderlo al britannico Henry Warton a York ma è sconfitto ai punti. Tenta altre due volte senza successo la conquista della cintura continentale dei supermedi, prima  a Hyères contro il francese Frédérick Sellier e poi a Mazara del Vallo contro il russo Andrey Shkalikov, ma senza successo. 
Si ritira nel 1997 e si dedica all'insegnamento della boxe nella palestra del padre del suo amico-avversario Vincenzo Nardiello, ad Acilia (Roma).

### Cronaca
Il 7 novembre 2010, Mauro Galvano è arrestato dai carabinieri del gruppo di Ostia, nell'ambito di un'inchiesta anti usura ai danni di commercianti e piccoli imprenditori del litorale romano. 